# セリーズ
セリーズ（CERES:Coalition for Environmentally Responsible Economies）とは、地球温暖化などの環境問題に関する企業の取り組みを推進するネットワークを構築したNGOである。組織名称は「環境に責任を持つ経済のための連合」と訳される。

## 概要
1989年、アラスカ州の海洋沖で発生したエクソンバルディーズ号原油流出事故による環境破壊を契機に投資専門家と環境保護団体を中心に結成した連合組織である。本部はアメリカ合衆国のボストンに置かれる。連合には120以上の組織が参加し、環境マネジメントシステムに関する企業の取り組みを促進している。
環境報告書の基準作りなどを促進しており、企業に対する投資基準の要素に環境を組み込んだエコファンドの先駆けとなった。1997年、セリーズを母体として、企業の持続可能性に関する報告書（持続可能性報告書）について国際的なガイドラインを策定することを目的としたグローバル・リポーティング・イニシアティブ（通称：GRI）が発足した。

## セリーズ原則
組織の設立にあたって最初に取り組んだ企業に対して環境配慮を要求する原則である。1989年に「バルディーズ原則」として発表し、1992年に国連地球サミットへの提議にあたって、団体名から「セリーズ原則」に改名した。世界で初めて環境問題に関する企業が遵守すべき事項を定め、企業に対して自発的に環境保護に取り組むよう交渉した文書である。
- 第1原則　生物圏の保護
- 第2原則　天然資源の持続可能な利用
- 第3原則　廃棄物の削減と処分
- 第4原則　エネルギーの保全
- 第5原則　リスクの低減
- 第6原則　安全な商品とサービス
- 第7原則　環境の復元
- 第8原則　情報提供
- 第9原則　経営陣の参加
- 第10原則　評価と年次監査